# Japans ambassad i Stockholm
Japans ambassad i Stockholm (även Japanska ambassaden) är staten Japans diplomatiska representation i Sverige. Ambassadör sedan 2024 är Hideaki Mizukoshi. Diplomatkoden på beskickningens bilar är CC.

## Historik
Från 1880 var den japanske ministern för Ryssland samtidigt utsedd till minister för Sverige, men år 1904 tillträdde den förste japanske ministern för Sverige sin post i Stockholm. Den förste svenske ministern, Gustaf Oscar Wallenberg, mottogs officiellt i Japan 1907.
Omedelbart efter andra världskriget hade Japan ingen beskickning i Sverige, då landet var ockuperat av de allierade och landets utrikesförbindelser sköttes av USA. I samband med att Japan återvann sin självständighet med fördraget i San Francisco år 1952 öppnades en japansk legation på nytt i Stockholm. Både Japan och Sverige höjde sina beskickningars status till ambassader år 1957.

## Fastighet
Ambassaden är idag belägen på Gärdesgatan 10 i Diplomatstaden, Stockholm. Byggnaden invigdes 1972 och är ritad av den japanske arkitekten Yoji Kasajima. I Sverige är han bland annat känd för Yasuragi Hasseludden i Saltsjö-Boo som LO beställde av honom 1974. Tidigare adresser är Linnégatan 5 1908-20, Strandvägen 25 1921-24, Villagatan 13B 1925-39, Strandvägen 25 1940-42, Strandvägen 57 1943-44, Baldersgatan 3 till 1953 och Strandvägen 5 B 1954-72. Ambassadörens residens ligger vid Strandvägen, Djursholm.

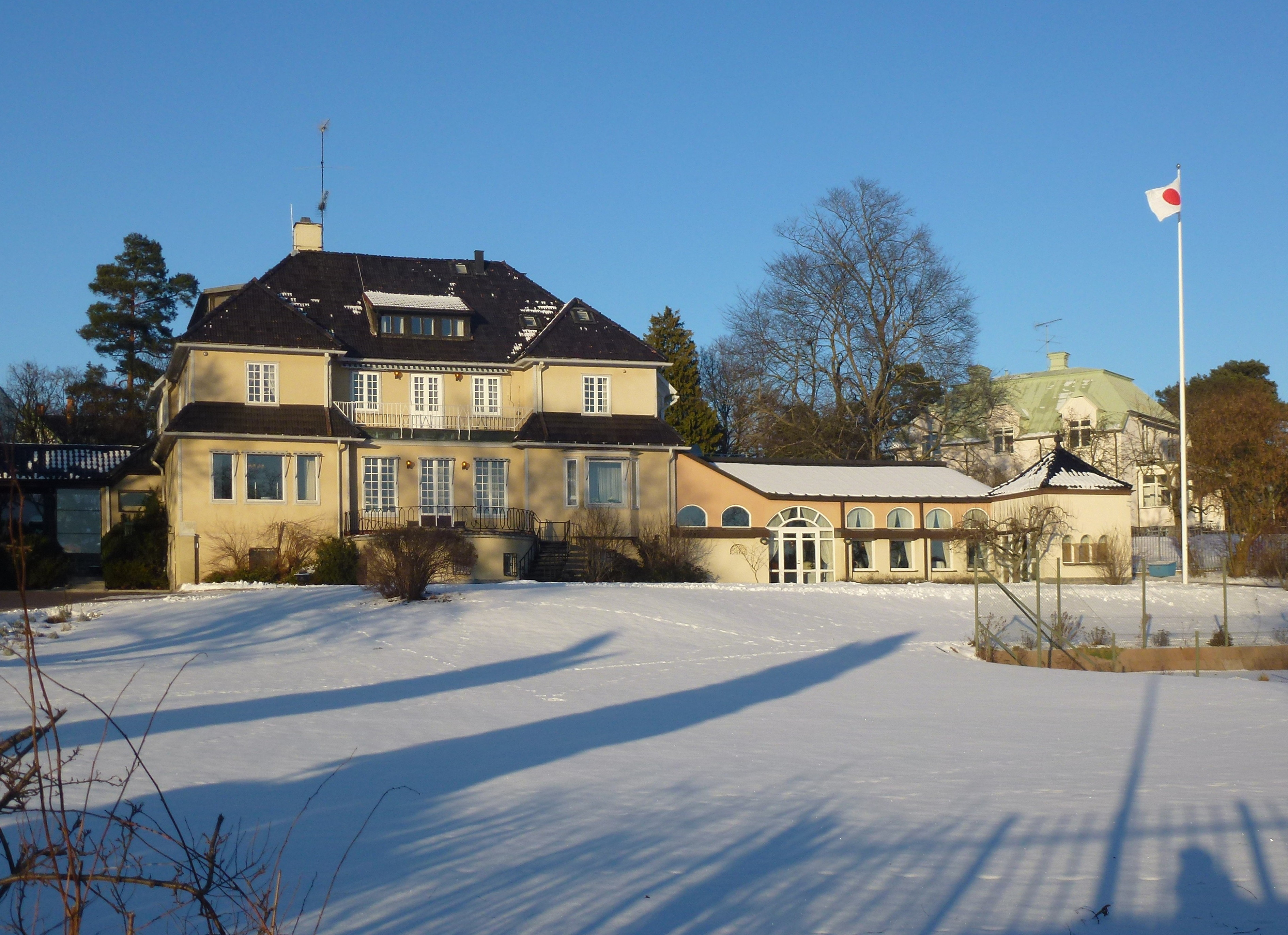
Ambassadörens residens i Djursholm.

## Beskickningschefer
| Namn                 | Period    | Funktion   | Anmärkning                                                                 |
| -------------------- | --------- | ---------- | -------------------------------------------------------------------------- |
| Satsuo Akizuki       | 1904–1907 | Minister   |                                                                            |
| Koichi Sugimura      | 1907–1911 | Minister   | Sidoackrediterad till Oslo.                                                |
| Sadatsuchi Uchida    | 1912–1920 | Minister   | Sidoackrediterad till Oslo, från 1917 även till Köpenhamn.                 |
| Eki Hioki            | 1918–1920 | Minister   | Sidoackrediterad till Oslo och Köpenhamn.                                  |
| Ryōtarō Hata         | 1920–1924 | Minister   | Sidoackrediterad till Oslo och Köpenhamn, från 1921 även till Helsingfors. |
| Matsuzo Nagai        | 1925–1928 | Minister   | Sidoackrediterad till Oslo, Köpenhamn och Helsingfors.                     |
| Kintomo Mushanokōji  | 1929–1933 | Minister   | Sidoackrediterad till Oslo, Köpenhamn och Helsingfors.                     |
| Toshio Shiratori     | 1933–1936 | Minister   | Sidoackrediterad till Oslo, Köpenhamn och Helsingfors.                     |
| Shigeru Kuriyama     | 1937–1939 | Minister   | Sidoackrediterad till Oslo och Köpenhamn.                                  |
| Suemasa Okamoto      | 1942–1946 | Minister   | Till 1945 sidoackrediterad till Oslo och Köpenhamn.                        |
| Shiroji Yūki         | 1952–1954 | Minister   | Sidoackrediterad till Oslo och Köpenhamn.                                  |
| Akira Ohye           | 1954–1957 | Minister   | Sidoackrediterad till Oslo och Köpenhamn.                                  |
| Shigenobu Shima      | 1957      | Minister   | Sidoackrediterad till Oslo och Reykjavik.                                  |
| Shigenobu Shima      | 1957–1959 | Ambassadör | Sidoackrediterad till Oslo och Reykjavik.                                  |
| Akira Matsui         | 1959–1962 | Ambassadör | Sidoackrediterad till Reykjavik.                                           |
| Senjin Tsuruoka      | 1962–1966 | Ambassadör | Sidoackrediterad till Reykjavik.                                           |
| Michitoshi Takahashi | 1966–1968 | Ambassadör | Sidoackrediterad till Reykjavik.                                           |
| Kijiro Miyake        | 1968–1971 | Ambassadör | Sidoackrediterad till Reykjavik.                                           |
| Hinata Seizo         | 1971–1973 | Ambassadör | Sidoackrediterad till Reykjavik.                                           |
| Tsunemitsu Ueda      | 1973–1975 | Ambassadör | Sidoackrediterad till Reykjavik.                                           |
| Eiji Tokura          | 1975–1978 | Ambassadör | Sidoackrediterad till Reykjavik.                                           |
| Masahisa Takigawa    | 1978–1981 | Ambassadör | Sidoackrediterad till Reykjavik.                                           |
| Wataru Owada         | 1981–1983 | Ambassadör |                                                                            |
| Ochi Keisuke         | 1983–1986 | Ambassadör |                                                                            |
| Yutaka Nomura        | 1987–1989 | Ambassadör |                                                                            |
| Yasushi Murazumi     | 1989–1991 | Ambassadör |                                                                            |
| Naohiro Kumagai      | 1991–1994 | Ambassadör | Sidoackrediterad till Riga.                                                |
| Kagechika Matano     | 1994–1997 | Ambassadör | Sidoackrediterad till Riga.                                                |
| Takeshi Fujii        | 1997–2000 | Ambassadör | Sidoackrediterad till Riga.                                                |
| Tomio Uchida         | 2000–2004 | Ambassadör | Sidoackrediterad till Riga.                                                |
| Seiichiro Otsuka     | 2004–2007 | Ambassadör | Sidoackrediterad till Riga.                                                |
| Akira Nakajima       | 2007–2010 | Ambassadör | Till 2009 sidoackrediterad till Riga.                                      |
| Yoshiki Watanabe     | 2010–2013 | Ambassadör |                                                                            |
| Seiji Morimoto       | 2013–2015 | Ambassadör |                                                                            |
| Jun Yamazaki         | 2015–2018 | Ambassadör |                                                                            |
| Shigeyuki Hiroki     | 2018–2021 | Ambassadör |                                                                            |
| Masaki Noke          | 2021–2024 | Ambassadör |                                                                            |
| Hideaki Mizukoshi    | 2024-     | Ambassadör |                                                                            |

Det här avsnittet är helt eller delvis baserat på material från  japanskspråkiga Wikipedia, Template:在スウェーデン日本大使.